# Calycanthus chinensis
Каликант китайский или Чашецветник китайский или Синокаликантус (лат. Calycanthus chinensis) — растение, растущее на юго-востоке Китая. Его хотят выделить в отдельный род.

## Описание
Цветок камелиеподобный, шириной 7 см. Является лиственным кустом. Листья овальные, размером 15 см. Лепестки белые, имеют вторую бледно жёлтую пару. пару лепестков, с бордовыми отметинами в начале. Куст достигает высоты до 2,5 метров. Цветёт в мае-июне. Цветки развиваются одиночно. Стебель длиной 12-18 мм.

## Содержание
Надо поливать регулярно, без заболачивания. Предпочитает перегной. Надо 1-2 раза в месяц удобрять полностью органически или по минеральному. Зимой может выдержать морозы до −23°, но куст также может отмёрзнуть. Надо выносить в тёмное, прохладное место.